# アナタMAGIC
「アナタMAGIC」（アナタマジック）は、monobrightの5枚目のシングル。2009年1月14日発売。発売元はDefstar Records Inc.。
キャッチコピーは、「奇想天外、摩訶不思議。アナタの心を鷲掴みにするmonobrightマジック！」

## 解説
- 前作より3ヶ月ぶりのリリース。
- 表題曲はアニメ『銀魂』オープニングテーマとして2008年10月からオンエアされていた。バンドにとってアニメタイアップは初めての事である。
- この曲を引っさげ、テレビ朝日系『ミュージックステーション』を皮切りに、フジテレビ・TBS・NHKといった地上波音楽番組全局制覇を達成した。この事とタイアップの相乗効果により、本シングルはバンド最高の売り上げを記録し、さらにはバンド史上初のオリコンTOP10にランクインするという快挙を成し遂げた。
- テレビCMにはMr.マリックが登場し、monobrightのユニフォームである白ポロ眼鏡姿を披露した。
- 初回仕様限定：『銀魂』描きおろしMAGICALアナザー・ジャケット、MAGICALキャラクター・ステッカー封入。

## 収録曲
1. アナタMAGIC (4:01)
（作詞・作曲：桃野陽介　編曲：monobright）
テレビ東京系アニメ『銀魂』 オープニングテーマ (2008.10～)
WOWOW『全仏オープンテニス』イメージソング（2009年）
monobright既発表曲のイメージが変則的だったものから一転し、「ストレートに伝わる楽曲」「monobright版みんなのうた」をイメージして作られた。
PVは「涙色フラストレーション」に続き、田辺秀伸監督作品。
2. いとをかし (4:45)
（作詞・作曲：桃野陽介　編曲：monobright）
コーラスワークで感傷感を持たせた桃野の実体験に基づいた失恋ソング。札幌時代に作られた。